# Wenancja
Wenancja – imię żeńskie pochodzenia łacińskiego. Wywodzi się od słowa venans – "polujący". Żeński odpowiednik imienia Wenancjusz i Wenanty.
Wenancja imieniny obchodzi 5 sierpnia.